# Bryan Lundquist
Bryan Lundquist (* 30. Mai 1985 in Jacksonville) ist ein US-amerikanischer Freistilschwimmer aus Marietta, Georgia.

## Werdegang
Seit seinem achten Lebensjahr trainiert Lundquist bei Stingrays Swimming in Marietta, Georgia. Seine Trainer sind Richard Quick, David Marsh und Ian Goss. Das erste Mal geriet er bei den Kurzbahnweltmeisterschaften 2008 in Manchester ins Blickfeld des internationalen Schwimmsportes, als er gemeinsam mit Ryan Lochte, Nathan Adrian und Doug Van Wie in Weltrekordzeit den Weltmeistertitel über 4 × 100 m Freistil gewann.
Bei den US-Olympiatrials 2008 beendete Lundquist mit persönlicher Bestleistung als Siebter die 50-m-Freistildistanz und verpasste somit die Qualifikation für die Olympischen Sommerspiele in Peking.

## Rekorde

### Persönliche Bestleistungen

#### Langbahn
- 50 m Freistil – 00:22,13
- 100 m Freistil – 00:21,44

#### Kurzbahn
- 50 m Freistil – 00:49,97
- 100 m Freistil – 00:47,57

### Internationale Rekorde
| Weltrekorde (1)                                                  | Weltrekorde (1) | Weltrekorde (1) | Weltrekorde (1) |
| ---------------------------------------------------------------- | --------------- | --------------- | --------------- |
| 4 × 100 m Freistil (mit Lochte, Adrian und Van Wie) (Kurzbahn)   | 03:08,44 min    | 9. April 2008   | Manchester      |
| Amerikarekorde (1)                                               |                 |                 |                 |
| 4 × 100 m Freistil (mit Lochte, Adrian und Van Wie) (Kurzbahn)   | 03:08,44 min    | 9. April 2008   | Manchester      |
| U.S. Open Rekorde (1)                                            |                 |                 |                 |
| 4 × 50 yds Freistil (mit Cielo, Targett und Goodrich) (Kurzbahn) | 01:14,71 min    | 15. März 2007   | Minneapolis     |
| (Stand: 12. Juli 2008)                                           |                 |                 |                 |